# 阿根廷龍屬
阿根廷龍屬（意為「阿根廷的蜥蜴」）是蜥腳下目泰坦巨龍類的一個屬，是種植食性恐龍（因為在中生代末期才有草等禾本科植物，所以不能稱為草食性恐龍），可能是地球上曾经生活过的体型最巨大的陆地动物。牠們在勞亞古陸侏羅紀的近親（如迷惑龍）滅絕後，才於白堊紀中期的南美洲出現，即距今約1億年前。

## 描述

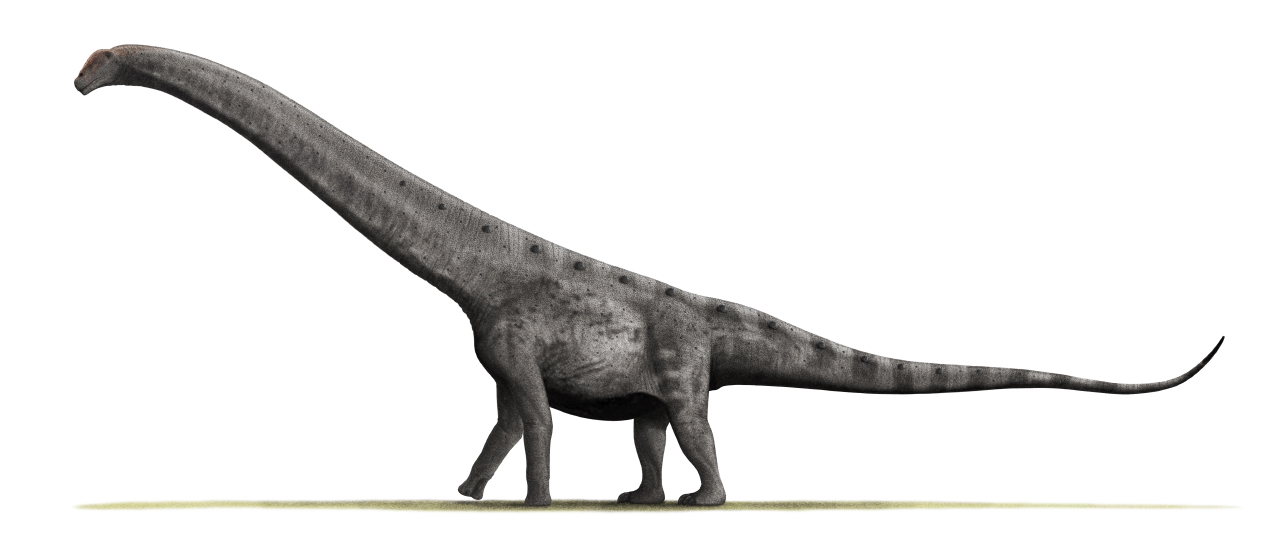
阿根廷龍的復原圖

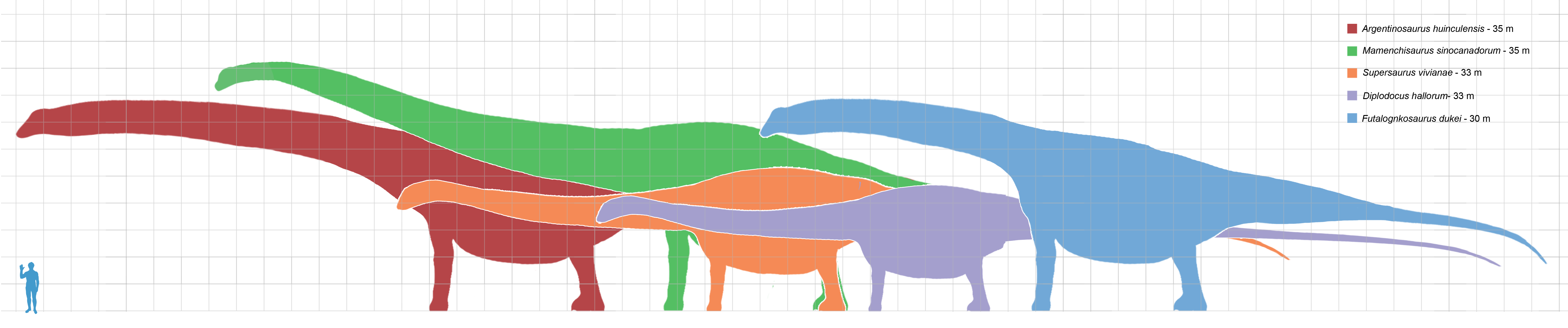
數種巨型蜥腳下目恐龍的體型比較圖。分別為：阿根廷龍(紅)、馬門溪龍(綠)、超龍(橘)、梁龍(紫)、富塔隆柯龍(藍)

沒有太多阿根廷龍的化石被發現。正模標本（編號PVPH-1）包含：三節前段背椎、三節後段背椎、有第1到5節薦椎（都只有椎體的腹側）、數個破碎的背肋、一個右側薦肋、右脛骨。第一背椎的高度（神經棘頂端到椎體腹側）是1.59公尺，而脛骨約為1.55米長。另外，一根不完整的股骨（編號MLP-DP 46-VIII-21-3）也被歸類於阿根廷龍，是一節不完整的股骨幹，長1.18公尺。
在1990年代，葛瑞格利·保羅（Gregory S. Paul）、T. Appenzeller曾多次提出阿根廷龍的身長、體重估計值，身長估計值約39公尺以上、體重估計值多介於90到120公噸之間。
但當時缺乏較完整的泰坦巨龍類化石可供比較。近年來，有較為完整的泰坦巨龍類化石發現，例如薩爾塔龍、後凹尾龍、掠食龍，使科學家可以估計出泰坦巨龍類的較準確體型。在2006年，肯尼思·卡彭特（Kenneth Carpenter）的一份雙腔龍與其他巨型蜥腳類恐龍的研究中，估計阿根廷龍的身長是30公尺。在湯瑪斯·霍爾茲的2008年版恐龍列表裡，則將阿根廷龍的身長記為38.9公尺。
在2004年，佩爾·克里斯坦森等人的南美洲白堊紀恐龍研究裡，提出正模標本裡的脛骨其實是個腓骨，並將新發現的股骨列入計算，參照其他13種蜥腳類恐龍的骨頭密度，計算出阿根廷龍的骨頭密度介於95到125公噸，最有可能是120公噸。

## 分類及歷史

阿根廷龍迄今已發現的骨骼部位

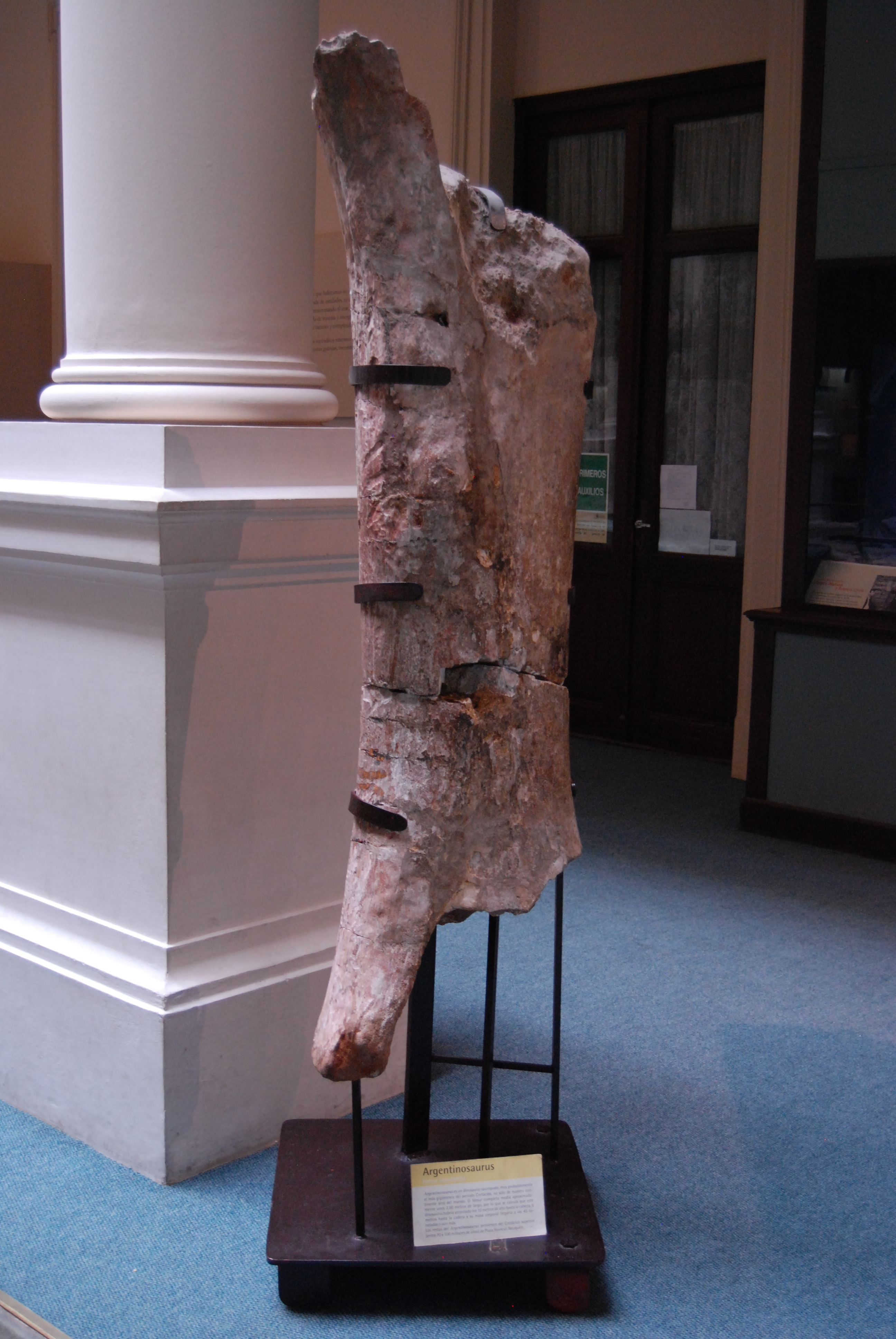
阿根廷龍的股骨，位於阿根廷拉普拉塔博物館

阿根廷龍的模式種是烏因庫爾阿根廷龍（Argentinosaurus huinculensis），是由阿根廷古生物學家約瑟·波拿巴（José F. Bonaparte）及羅多爾夫·科里亞（Rodolfo Coria）於1993年發表及命名的。牠是屬於白堊紀阿爾布階至森諾曼階，距今約112.2-93.5百萬年前。發現化石的地點是位於阿根廷內烏肯省的利邁河地層。

## 大眾文化
阿根廷龍出現於《與恐龍共舞》（Walking with Dinosaurs）的特別節目《巨龍國度》（Land of Giants），在節目中一群阿根廷龍走到河岸以產下牠們的蛋，但在途中遭到一群南方巨獸龍所獵食，但與阿根廷龍生存於同時代的巨型獸腳類為馬普龍而非南方巨獸龍，在《恐龍星球》（ Planet Dinosaur）中對馬普龍與阿根廷龍之間有更精確地描述。阿根廷龍也出現在在IMAX電影《巴塔哥尼亞恐龍》（Dinosaurs: Giants of Patagonia），在電影中羅多爾夫·科里亞（Rodolfo Coria）介紹在阿根廷的主要挖掘地點。

## 外部連結
- （英文）阿根廷龍脊骨的實際大小（附有相片）
- （英文）阿根廷龍的標本詳述 - Dinodata
- （中文）阿根廷龍 - 中國恐龍網[永久]
- （英文）阿根廷龍的簡介 （页面存档备份，存于） - The Carmen Funes Municipal Museum